# قبلة كولا

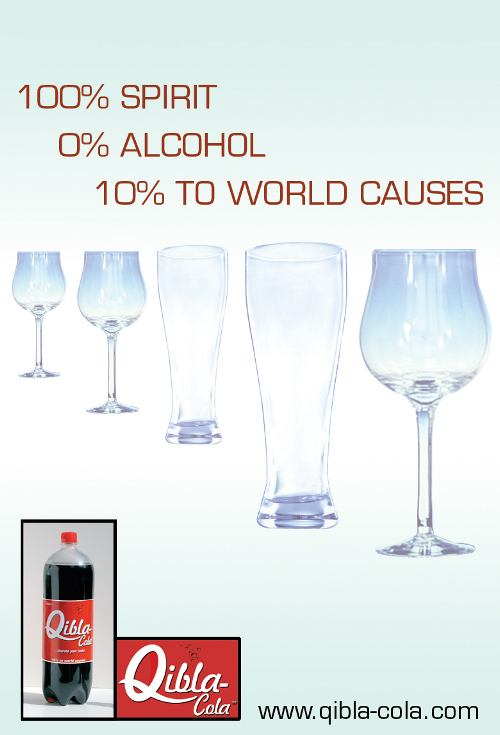
مكونات المشروب

قبلة كولا هو مشروب كولا غازي تنتجه شركة قبلة كولا، ومقرها في دربي، إنجلترا.
تصف الشركة نفسها ومنتجاته باختلافها عن منافسيها كونها تتبرع ب 10% من أرباحها للحالات الخيريّة المستحقّة، وان منتجاتها حلال وذلك لأنها لا تحتوي على أي نسبة من الكحول بحسب الشركة.

## النشأة
انطلقت قبلة كولا في السوق البريطانية في فبراير 2003 ومع الاهتمام الاعلامي القوي الذي حظيت به توزعت في عموم بريطانيا خلال شهور.
وأدى ذلك إلى اهتمام الأجهزة الاعلامية العالمية بها ونشرها لتقارير عدبدة عنها مما وفر لها عروضا للتوزيع حول العالم مع موزعين وبالتالي وصلت لأمريكا الشمالية وآسيا ومن ضمنها كندا وهولندا وباكستان وبنجلاديش وتركيا وماليزيا.